# Fallon County
Fallon County ist ein County im Bundesstaat Montana der Vereinigten Staaten. Der Verwaltungssitz (County Seat) ist in Baker.

## Demografische Daten
Nach der Volkszählung im Jahr 2000 lebten im County 2.837 Menschen. Es gab 1.140 Haushalte und 803 Familien. Die Bevölkerungsdichte betrug 1 Einwohner pro Quadratkilometer. Ethnisch betrachtet setzte sich die Bevölkerung zusammen aus 98,59 % Weißen, 0,14 % Afroamerikanern, 0,32 % amerikanischen Ureinwohnern, 0,35 % Asiaten, 0,04 % Bewohnern aus dem pazifischen Inselraum und 0,11 % aus anderen ethnischen Gruppen; 0,46 % stammten von zwei oder mehr ethnischen Gruppen ab. 0,39 % der Bevölkerung waren spanischer oder lateinamerikanischer Abstammung.
Von den 1.140 Haushalten hatten 32,1 % Kinder und Jugendliche unter 18 Jahre, die bei ihnen lebten. 60,5 % waren verheiratete, zusammenlebende Paare, 6,0 % waren allein erziehende Mütter. 29,5 % waren keine Familien. 26,6 % waren Singlehaushalte und in 13,2 % lebten Menschen im Alter von 65 Jahren oder darüber. Die Durchschnittshaushaltsgröße betrug 2,45 und die durchschnittliche Familiengröße lag bei 2,96 Personen.
Auf das gesamte County bezogen setzte sich die Bevölkerung zusammen aus 25,5 % Einwohnern unter 18 Jahren, 6,2 % zwischen 18 und 24 Jahren, 25,5 % zwischen 25 und 44 Jahren, 24,8 % zwischen 45 und 64 Jahren und 17,9 % waren 65 Jahre alt oder darüber. Das Durchschnittsalter betrug 41 Jahre. Auf 100 weibliche Personen kamen 102,2 männliche Personen, auf 100 Frauen im Alter ab 18 Jahren kamen statistisch 96,7 Männer.
Das jährliche Durchschnittseinkommen eines Haushalts betrug 29.944 USD, das Durchschnittseinkommen der Familien betrug 38.636 USD. Männer hatten ein Durchschnittseinkommen von 27.045 USD, Frauen 18.077 USD. Das Prokopfeinkommen betrug 16.014 USD. 12,5 % der Bevölkerung und 9,5 % der Familien lebten unterhalb der Armutsgrenze. 17,5 % davon waren unter 18 Jahre und 6,6 % waren 65 Jahre oder älter.

## Geschichte
Zwei Bauwerke des Countys sind im National Register of Historic Places eingetragen (Stand 8. Februar 2018).

## Orte im Fallon County
Im Fallon County liegen zwei Gemeinden, davon eine City und eine Town.
| City - Baker | Town - Plevna |

Unincorporated Communities
- Willard